# Amud

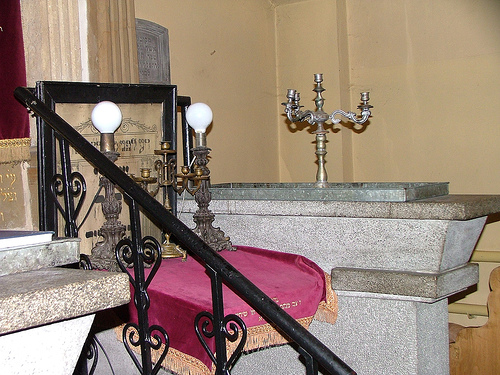
Pulpit kantora w synagodze Remuh w Krakowie

Amud (hebr. עמוד) – w aszkenazejskich synagogach pulpit kantora umieszczony pomiędzy Aron ha-kodesz a bimą, z którego prowadzone są niektóre modlitwy. Przeważnie stoi w zagłębieniu, co odnosi się do słów z Tory: Z głębokości wołam do Ciebie, Panie. Panie usłysz głos mój... (Ps 130:1). 
Przed amudem umieszczane jest przeważnie plakieta zwana sziwiti ze słowami: Stawiam sobie zawsze Pana przed oczy (Ps 16, 8).
Tablice sziwiti odnalezione podczas badań archeologicznych na terenie wielkiej synagogi w Oświęcimiu, zrekonstruowane przez historyka Jacka Proszyka zawierające dwustronną standardową inskrypcję tablic sziwiti oraz nazwisko fundatora: Wiedz przed Kim stoisz / Przed Królem królów nad królami / Świętym / Bogiem (JHWH) / Błogosławiony On / Zawsze mam Boga przed sobą /-/ Załman Pelcman i żona Hinda Cwetla z miasta Kęty / w roku 1892.